# Poznań Challenger 1994
Il Poznań Challenger 1994 è stato un torneo di tennis facente parte della categoria ATP Challenger Series nell'ambito dell'ATP Challenger Series 1994. Il torneo si è giocato a Poznań in Polonia dal 25 al 31 luglio 1994 su campi in terra rossa.

## Vincitori

### Singolare
Horst Skoff ha battuto in finale  Christian Miniussi con il punteggio di 6–7, 6–3, 6–4

### Doppio
Martin Blackman /  Sergio Cortés hanno battuto in finale  Emanuel Couto /  João Cunha e Silva con il punteggio di 6–7, 7–5, 7–5